# Michelle Hunziker
Michelle Yvonne Hunziker (Sorengo, Ticino; 24 de enero de 1977) es una modelo, cantante, actriz y presentadora de televisión suiza naturalizada italiana. Actualmente trabaja como presentadora de televisión italiana.

## Biografía
Su padre es suizo-alemán y su madre, neerlandesa. Habla con fluidez italiano, alemán, francés, inglés y neerlandés.
El 24 de abril de 1998 se casó con el cantante italiano Eros Ramazzotti en el castillo de Bracciano, en las afueras de Roma, la pareja le dio la bienvenida a su primera hija juntos Aurora Sophie Ramazzotti el 5 de diciembre de 1996, sin embargo la pareja se separó en 2002 y finalmente se divorciaron el 25 de marzo de 2009.
En el 2007 comenzó una relación con Luigi De Laurentiis Jr. pero la pareja rompió en el 2009 tras dos años.
En el 2007 salió brevemente con el actor italiano Daniele Pecci pero terminaron, la pareja regresó nuevamente en el 2010 sin embargo terminaron la relación en el 2011.
En el 2012 comenzó una relación con el empresario Tomaso Trussardi, la pareja le dio la bienvenida a su primera hija juntos Sole Trussardi el 10 de octubre de 2013.
El 8 de marzo de 2015 nació su segunda hija junto a Tomaso, Celeste.
En diciembre de 2022 la pareja decidió separarse.

## Carrera
Ha presentado programas de televisión como Paperissima Sprint, Zelig, Scherzi a Parte, Deutschland sucht den SuperStar. En 2007 copresentó junto a Pippo Baudo el Festival de San Remo.
Debutó en el cine con la película Natale in Crociera (2007).

## Filmografía

### Cine
- 1999: Voglio stare sotto al letto (Paola)
- 1999: The Protagonists (Sue)
- 2000: Alex l'ariete (Leva Bottazzi)
- 2005: Madagascar	Gloria (voice)
- 2007: Natale in crociera (Michela Bacci)
- 2008: Natale a Rio (Linda Vita)
- 2009: Natale a Beverly Hills (Serena)
- 2011: Amore nero [cortometraje] (Laura)
- 2016: L'amore che vorrei [cortometraje]

### Televisión
- I misteri di Cascina Vianello (1997)
- La forza dell'amore (1998)
- Love Bugs (2004)
- Idol x Warrior: Miracle Tunes! (2018)

## Discografía
Álbumes
- 2006: Lole

Sencillos
- 2006: "From Noon Till Midnight" (SUI #98, ALE #84, AUT #74)[5]
- 2014: "Komm ein bisschen mit nach Italien" (con Hape Kerkeling)
- 2019: "Michkere"
- 2019: "Ciapet" (con Alborosie)

## Enlaces
- Daniela Ferolla